# Емауський монастир
Емауський монастир або Костел Діви Марії на Слов'янах (чеськ. Emauzský klášter, Kostel Panny Marie na Slovanech; поширена народна назва — Емаузи / чеськ. Emauzy) — колишній монастир («кляштор») у столиці Чехії місті Празі, нині корпуси наукових установ Чеської академії наук.

## Загальні дані
Емаузи (Емауський монастир) розташовані у затишній місцині на південному заході чеської столиці на Слов'янах в Новому місті (адміністративно відноситься до району Прага 2) у ділянці, обмеженій вулицями Вишеградська (Vyšehradská), Троїцька (Trojická), Під Слов'янами (Pod Slovany) та На Слов'янах (Na Slovanech).

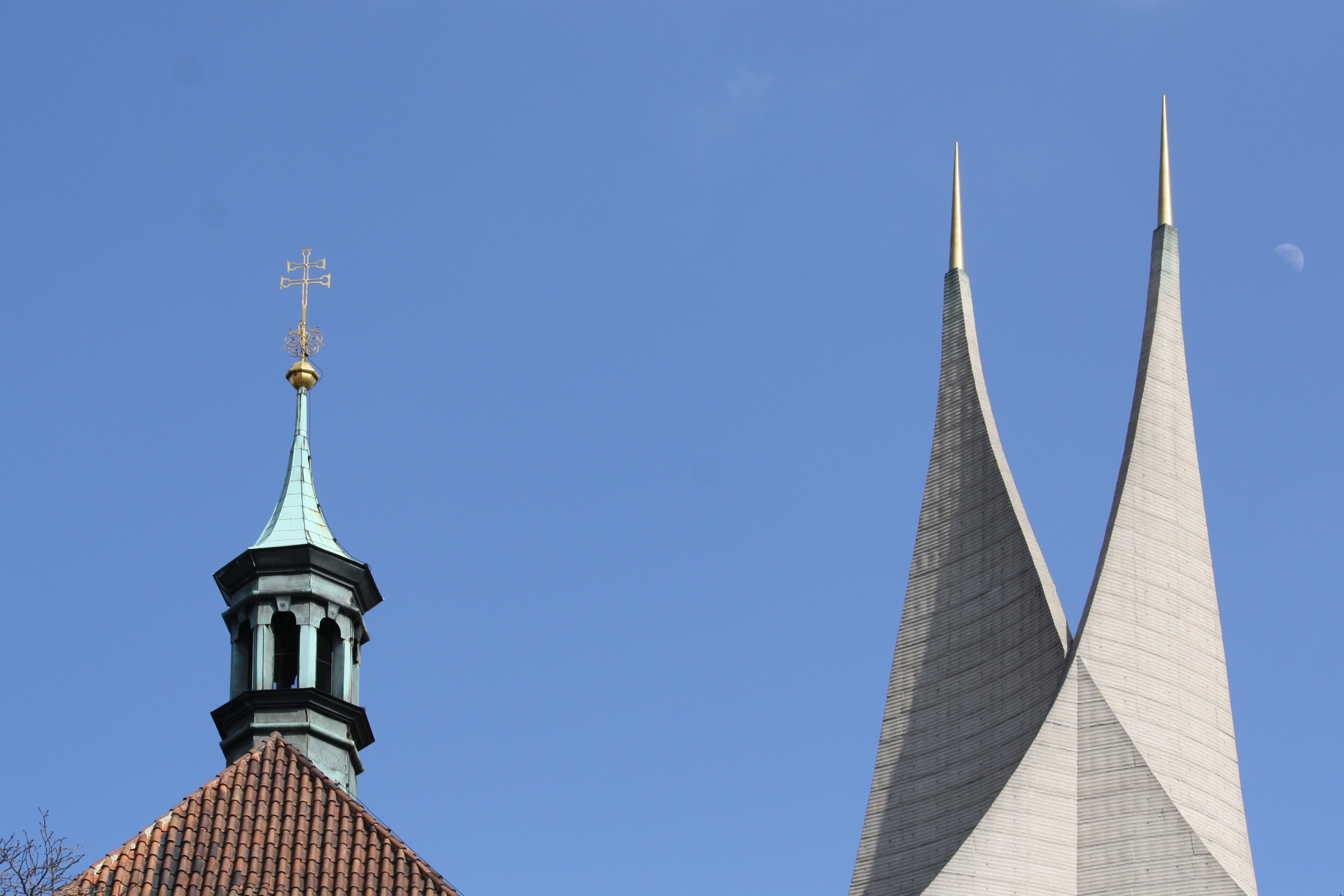
Дахи Емауського монастиря — старовинний і сучасний

Архітектурний стиль комплексу будівель Емауського монастиря можна визначити як еклектичний, адже в ході численних перебудов і реконструкцій первинний пізньоготичний зовнішній вигляд комплексу зазнав великих змін, однак готична основа споруди добре проглядається, що особливо унаочнюється у плануванні будівлі та інтер'єрах. Найвиразнішою деталлю сучасного зовнішнього вигляду Емаузів є залізобетонний дах у вигляді двох піків-вітрил, що перетинаються, насправді є архітектурним нововведенням, привнесеним у архітектуру комплекса по Другій світовій війні.
Найцікавішими в інтер'єрі комплексу є збережені старовинні фресковий живопис та мозаїки.

План Емауського монастиря

## Історія

### Початки монастиря
Емауський монастир заснував чеський король та імператор Священної Римської імперії Карел IV 21 листопада 1347 року для слов'янських монахів-бенедиктинців. Свою назву монастир отримав через те, що в день його освячення читали главу з Біблії «про зустріч Ісуса з учнями по дорозі до Еммаусу». Тоді ж, при заснуванні, монастиреві його патроном було подароване відоме Реймське Євангеліє.

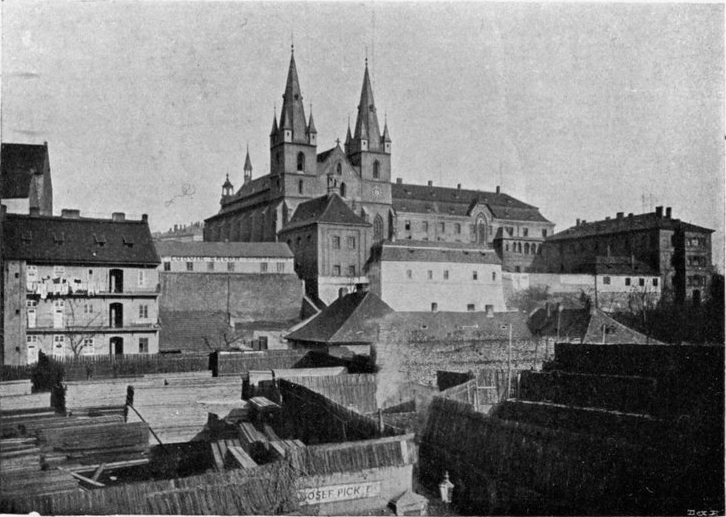
Емаузи на межі XIX–ХХ ст.ст.

У 1371 році був закладин головний костел монастиря, присвячений Діві Марії, святому Ієроніму, слов'янським апостолам Кирилу та Мефодію, та чеським святим Адальберту Празькому та Прокопу (Vojtěchovi a Prokopovi).
Освячення храму та монастирю здійснив на Великдень 29 березня 1372 року празький архієпископ Ян Очко з Влашиму (Jan Očko z Vlašimi) за участю двох курфюрстів, кількох єпископів та самого Карела IV і його сина Вацлава IV.
Карел наполіг, аби монастир освятив празький архієпископ, а не папський нунцій, розуміючи усі політичні та духовні наслідки. Він намагався усунути протиріччя між східною та західною християнськими церквами. Він бажав створити монастир — осередок слов'янської культури, храм науки та просвіти, який дозволяв розповсюджувати навчання слов'янськими мовами серед чехів та інших слов'ян.
Через деякий час Емауський монастир став одним з великих центрів слов'янської письменності. Саме тому до Праги були запрошені бенедиктинці з області сучасної Хорватії, обізнані у церковнослов'янській мові.
Обитель збудували на скелястому пагорку біля парафії костелу Козьми та Деміана. То була частина імператорського плану освоювання Нового Міста: п'ять церковних будівель повинні були утворити хрест.
Монастир був популярний у народі, оскільки служба правилась там не латиною, а церковнослов'янською — спеціально запрошеними монахами з Хорватії, відданими глаголичній традиції.

### Іспанські монахи
На початку XVII століття в часи правління Рудольфа II монастир був відновлений як католицький. У 1611 році він постраждав від вторгнення армії Пасау та був пограбований.
Протягом історії монастир не раз змінював володарів — так, під час Гуситських війн у ньому порядкували гусити, а після поразки гуситського руху монастир відійшов знову до бенедиктинців, цього разу іспанських.
У 1640 році вони змінили зовнішній вигляд костелу, додавши дві вежі та новий головний вівтар. Будівництво було завершено у період з 1712 до 1723 року. У такому вигляді монастир існував до 1880 року.

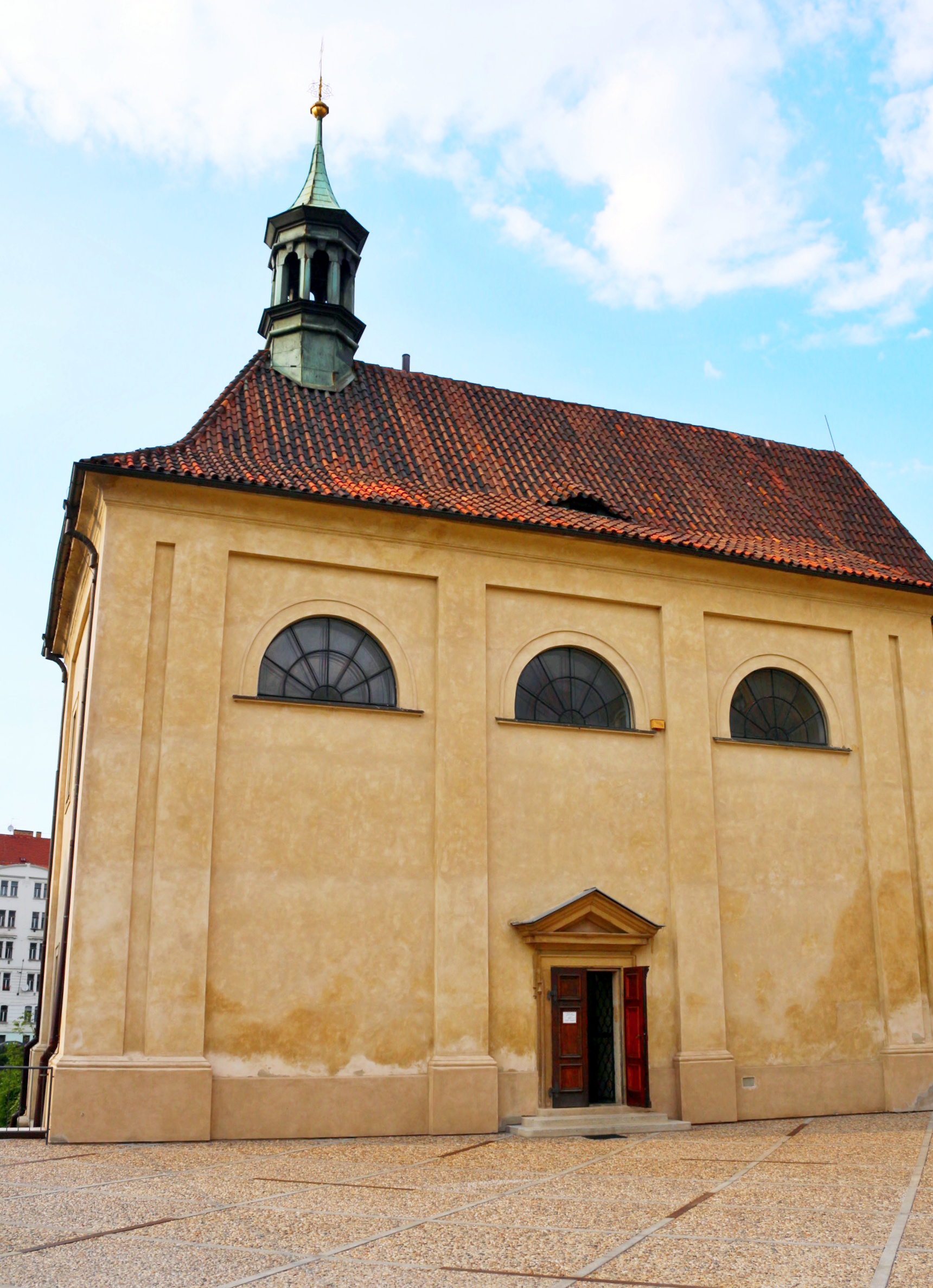
Костел Козьми та Деміана

### Німецькі монахи
У 1880 році архієпископ Праги кардинал Фрідріх Йозеф Шванцерберг запропонував монастир як сховище німецьким монахам святих зборів Мартіна з монастиря Байрон, які були змушені залишить Німеччину.
У середині XVII століття весь ансамбль будівель Емаузів був перебудований у стилі бароко. А наприкінці XIX століття німецькі бенедиктинці з міста Бойрон надали комплексу неоготичного вигляду.
У 1919 році монашу общину вигнали з країни, а будівлі передали консерваторії. Через рік бенедиктинці повернулися та поновили слов'янські літургії.

### Друга світова війна та післявоєнний період
На весні 1941 року комплекс монастиря був використаний підпільною групою опору для радіопередач. На початку липня 1941 року монастир та костел були зачинені німецькими окупантами. 18 липня 1941 року монахів було вигнано з монастиря, а абат Ернест Викоукал був змушений залишити Прагу. На жаль, пізніше він був арештований гестапо та помер 10 вересня 1942 року у концтаборі Дахау. Двом іншим монахам Емауського монастиря також не вдалося пережити нацистське тюремне ув'язнення — Марсель Хігі (помер в Терезині) и Лоуренс Милослав Філіп (помер в Дахау).
Під час ІІ Світової війни монастир сильно постраждав від бомбувань нацистськой авіації. Не слід забувати також про помилку американської авіації 14 лютого 1945 року: на Прагу випадково були скинути бомби (152 тони). На монастир та костел улучили 3 запалювальні бомби, кожна вагою понад 227 кг.
У наслідок цього були знищені дві готичні башти костелу Діві Марії, святого Ієроніма та слов'янських святих заступників. Дві третини церкви було зруйновано.
Лише у 1960-х роках було усунуто ушкодження, завдані війною, при цьому ансамбль дістав дещо екстравагантного вигляду — його зруйновані башти замінили залізобетонними вітрилами.
У 2003 році була завершена перебудова та освячений новий вівтар. Перша Меса була символічно проведена у Пасхальний понеділок 21 квітня 2003 року.
У теперішній час у будівлях колишнього Емауського монастиря містяться інститути Чеської Академії наук.

## Загальний опис

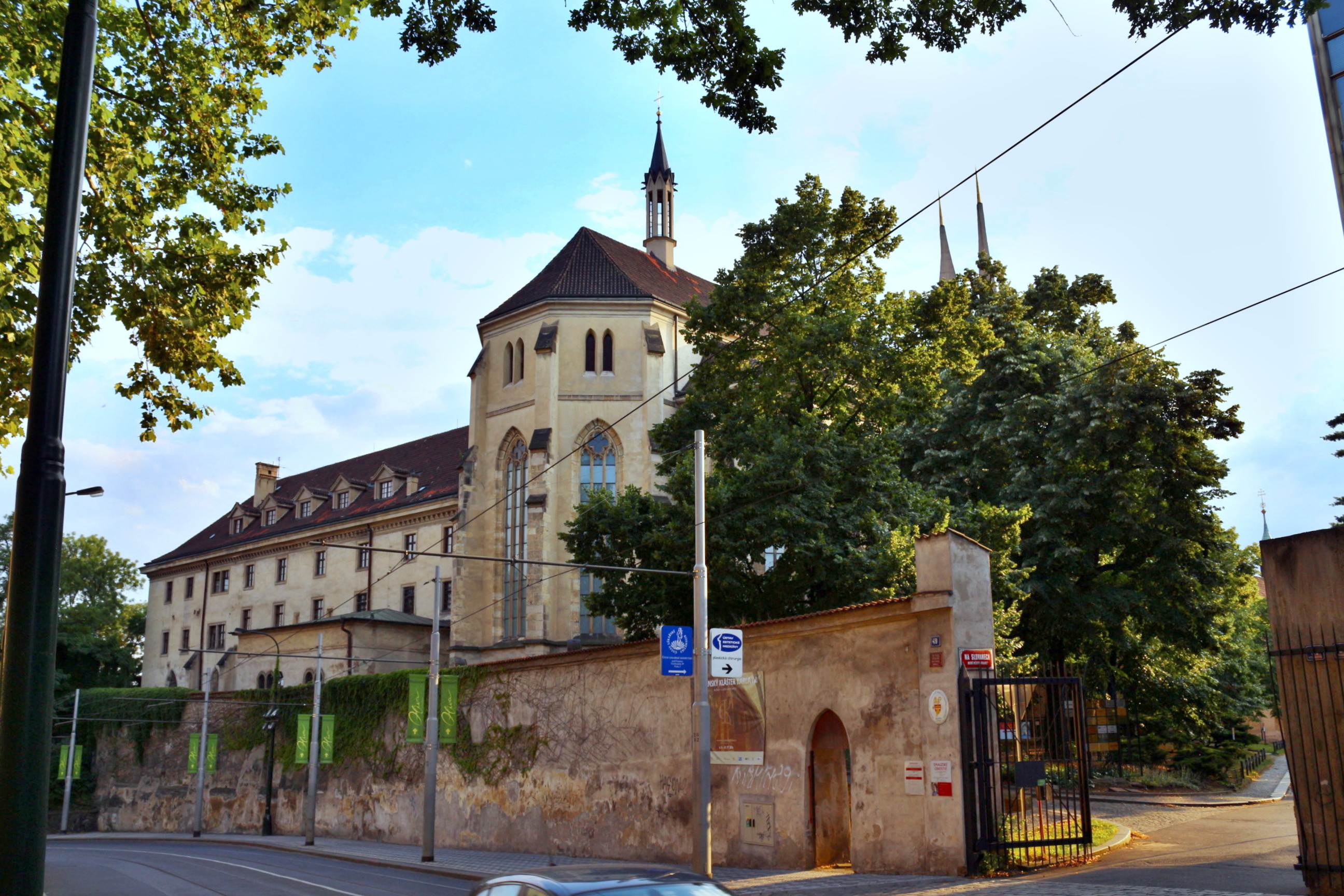
Будівля кляштора

Початковий варіант був зразком готичної архітектури. На першому етапі будівництва було збудовано східне і північне крило монастиря та східна частина костелу. Будівництво велося від східного криласу до західного фасаду. Для того, щоб уникнути порушення цілісного простору клуатру у південної частини костелу, був майстерно виконаний підстінок. Контрфорс повинен був зміцнити та посилити опорну стіну шляхом прийняття на себе горизонтального зусилля розпору від склепінь. Будівництво східної частини клуатру здійснювалося одночасно із склепінною залаю. Різниці було відведено приміщення поряд з костелом.

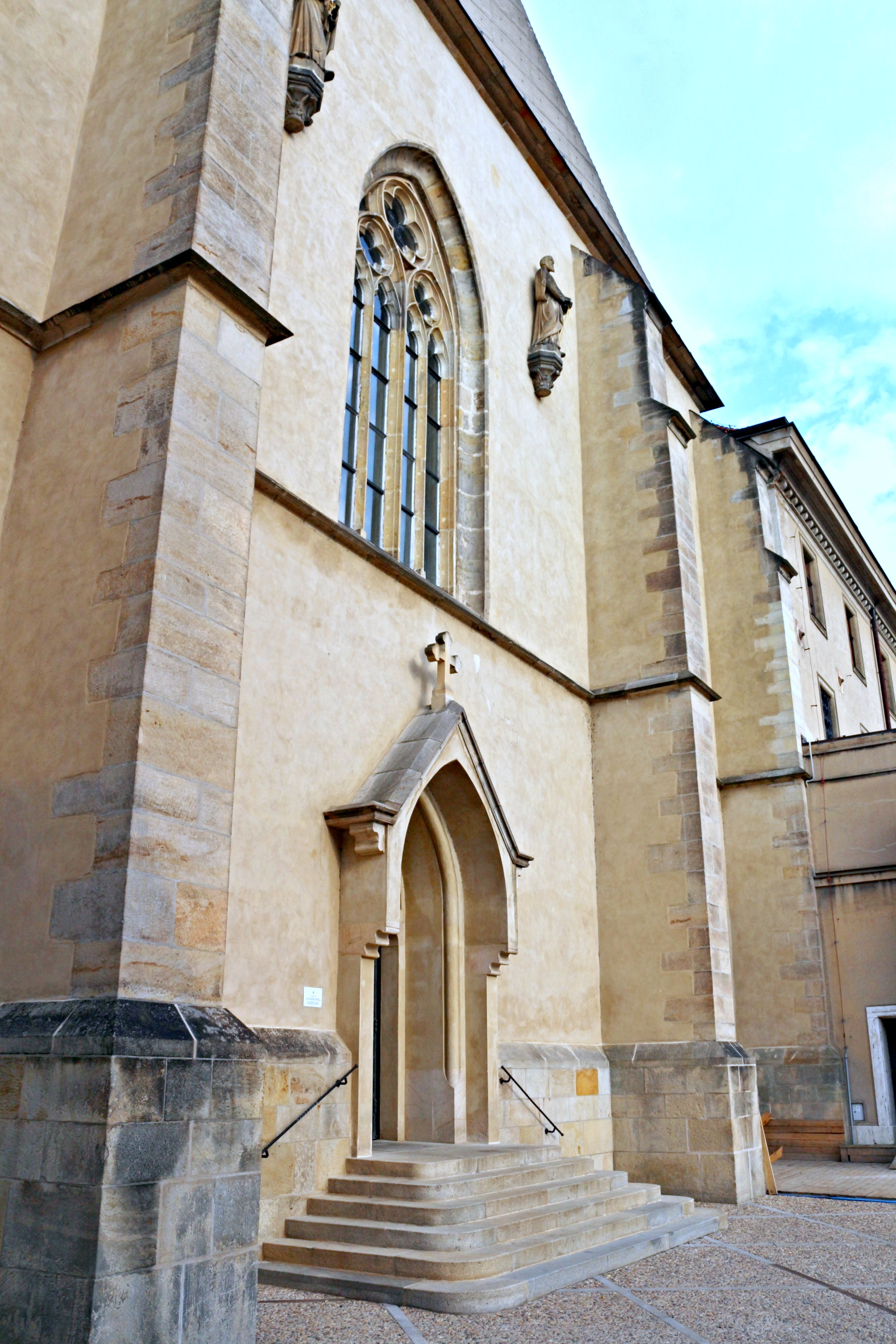
Вхід до костела Діви Марії

У 60-тих роках XIV століття обитель була прикрашена циклом з 85 настінних картин з сюжетами Ветхого та Нового Заповіту. Авторами цих картин були Майстер циклу Емаус (ім'я невідомо), Миколаш Вурмсер з Страсбурга та Майстер Освальда.
Монастирський комплекс включає церков, монастир, який примикає з півдня від квадратури та з півночі комплексу нових будівель першої половини XIX та 30-х років XX століття. Відноситься до нього і капличка Косми та Даміана у стилі раннього бароко.
У XVII та XVIII століттях до будівлі церкви додали дві башти у стилі раннього бароко, до будівлі монастирю додали ще один поверх. У 1766—1769 роках змінили фасад у стилі пізнього бароко. Минуло два століття як він знов видозмінився: архітектори намагалися повернути йому вигляд ранньоготичного храму. Однак новий розпис беруонської школи додав свіжості й самобутності.
Наприкінці XIX сторіччя монастир був реконструйований у дусі пуризму.
У 1925 році у монастирі була поновлена словацька літургія та прийнято рішення про реконструкцію у новому урбаністичному образі Празі.
У наступні 1929–1930 роки почата реконструкція комплексу по проекту архітектора Богумила Гіпшмана.
1953–1954 роки були посвячені реконструкції склепіння, розроблених професором Фредеріком Хакар.
Новий вівтар за проектом скульптора Карла Стадника було освячено у 2003 році.

## Екстер'єр

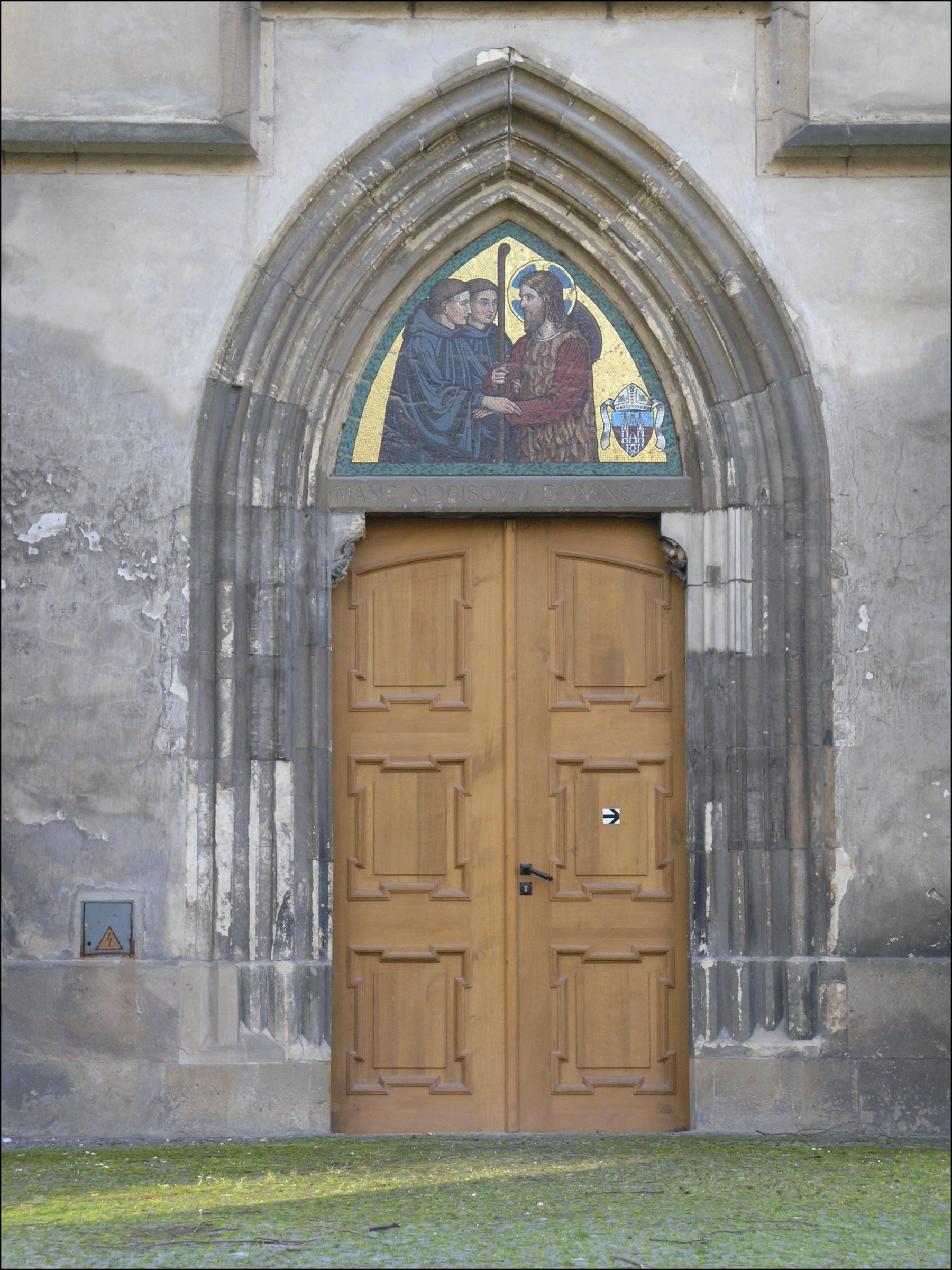
Один із порталів костела

Зовнішній вигляд церкви простий. Архітектор Фрэнсіс Мэри Блэк запропонував насправді архітектурне нововведення до архітектури комплексу — реконструкція церкви, де зруйновані башти змінив залізобетонний дах у вигляді двох піків -вітрил, що перетинаються.
У цю концепцію вписався трехнефний костел з сучасним західним фасадом із бетону. Міжряддя мають однакову висоту, але значно вужче, ніж основна нафа. Вікна тристулкові, з бічних частин двостулкові, із повільним тисненим укосом, більшість з яких були відновлені масверками зі стилізованими чотирилисниками у колі. До північної нави ведуть два порталу. У східного порталу є цілісний неподільний тимпан. Західний портал має у стрілчатий арці укладений масверк, який складається з чотирилисника у колі та трилисника з боків. У кінці він має дві консолі з тваринними мотивами.
Архітектурні деталі відображають різні етапи розвитку. Зовні церква здебільш збереглася після останньої модифікації у нео-готичному стилі (BEURONSKÉHO).
Розташування монастирських будівель зберігає традиційну систему середньовічних монастирів. До церкви з півночі доєднаються конвенти будівель на чотирьох кутньому плану, а в середині міститься райський двір.

## Інтер'єр

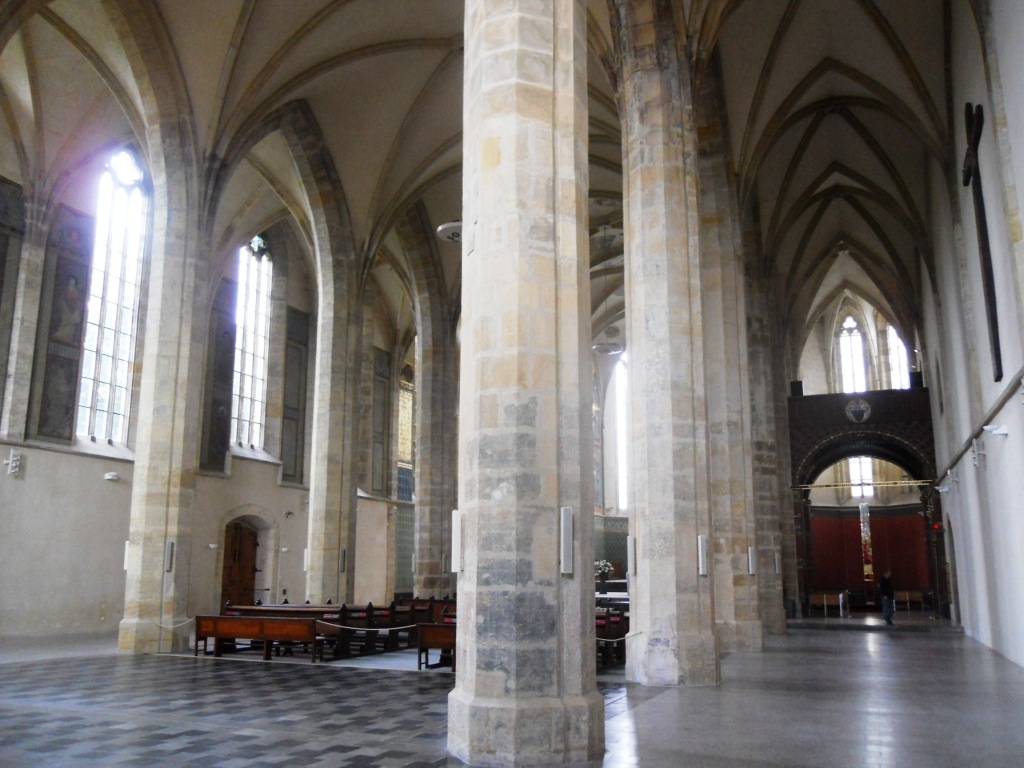
Інтер'єр костела

Церков складається із трьох нав з трьома хорами п'ятикутної форми. Середній з низ виразно глибше поряд з бічними. Три нави поділяються двома рядами гладких восьмигранних колон, з яких виходять п'ятикутні стрільчати арки. На бічних стінах колон є дрібні прямокутні вирізи. Ребра склепіння мають грушоподібну форму.
Головна нава має подвійну ширину бічних нав та відокремлена великим простором.
Віконний карниз огинає усю церков. У середній нави є округле розширення з простими чашоподібними та листовими капітелями на консолі карнизу. На бічних навах розширення у вигляді більш масивних пілястр також закінчуються консоллю карнизу.
Церков спланована таким чином, щоб у відвідувачів був широкий огляд на головний вівтар.
Інтер'єр церкви має знаменні знаки завдяки впливу Карла VI на виникнення церкви. Це підтверджують зображення на склепінні головної нави гербів земель, які знаходились під його владаю.
Вхід до капели прикрашає раннє бароковий портал. Церква має кілька цікавих надгробок XVI–XVIII століття.

## Галерея

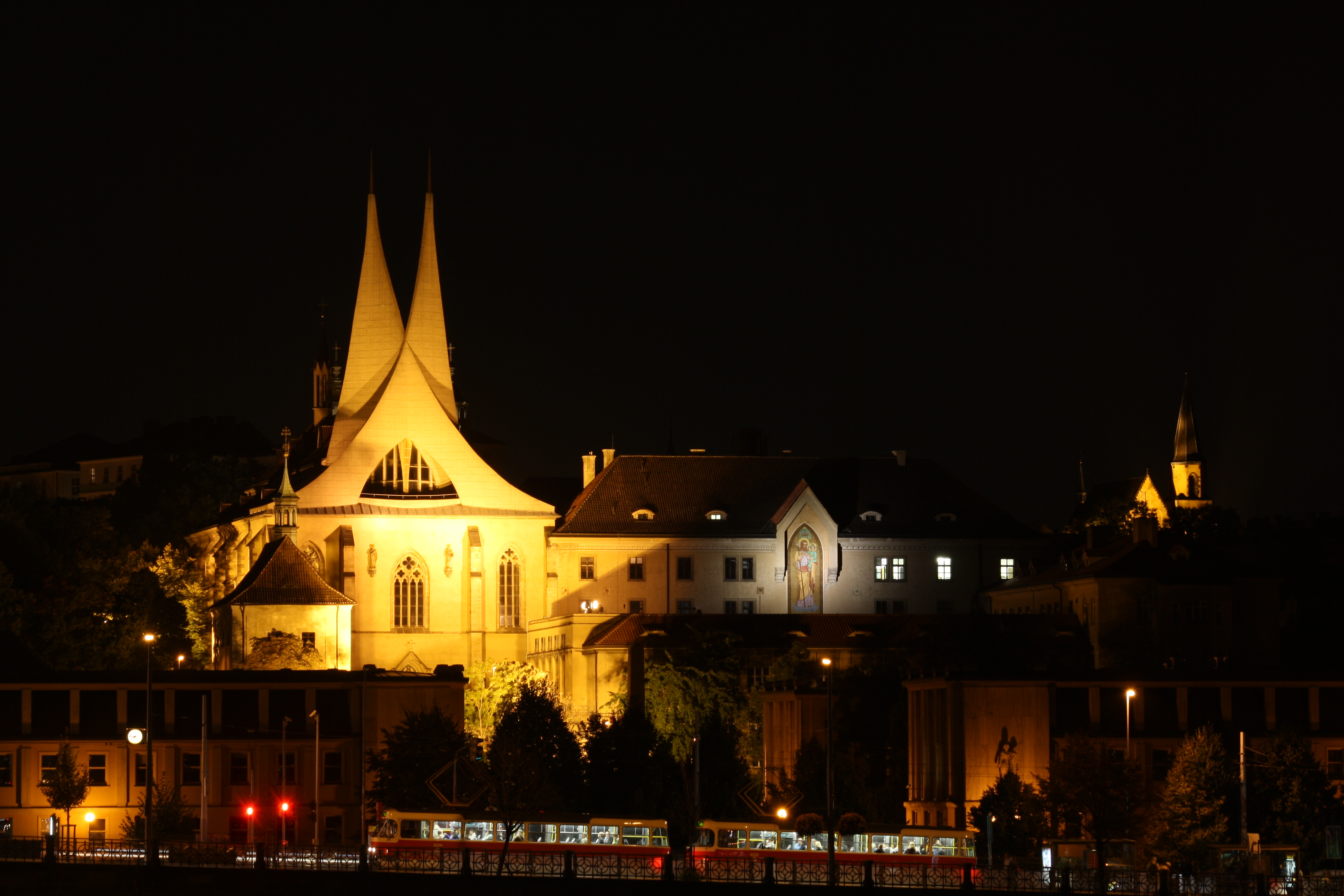
Емаузи у вечірню пору
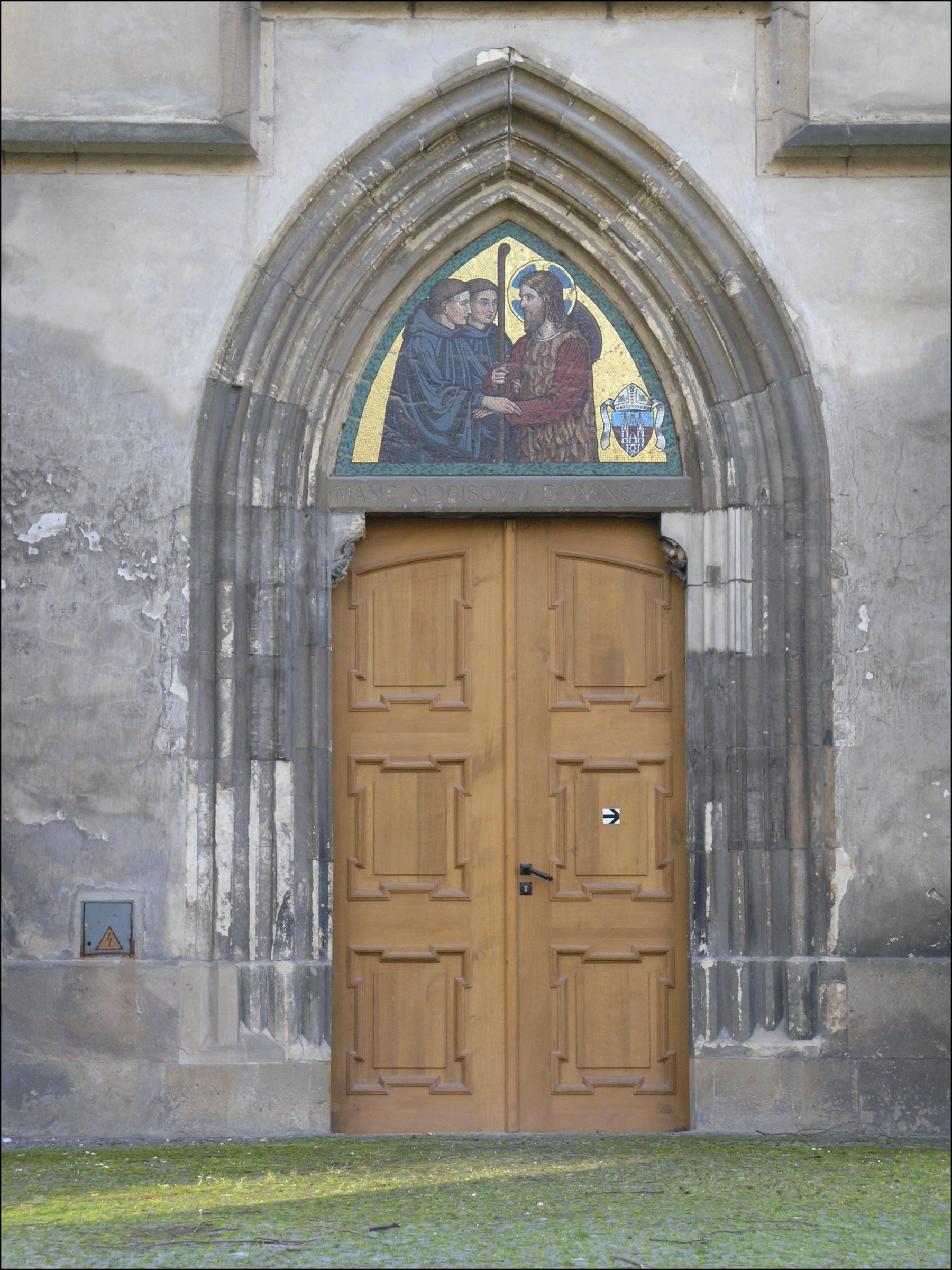
Один із порталів Костелу Діви Марії на Слов'янах
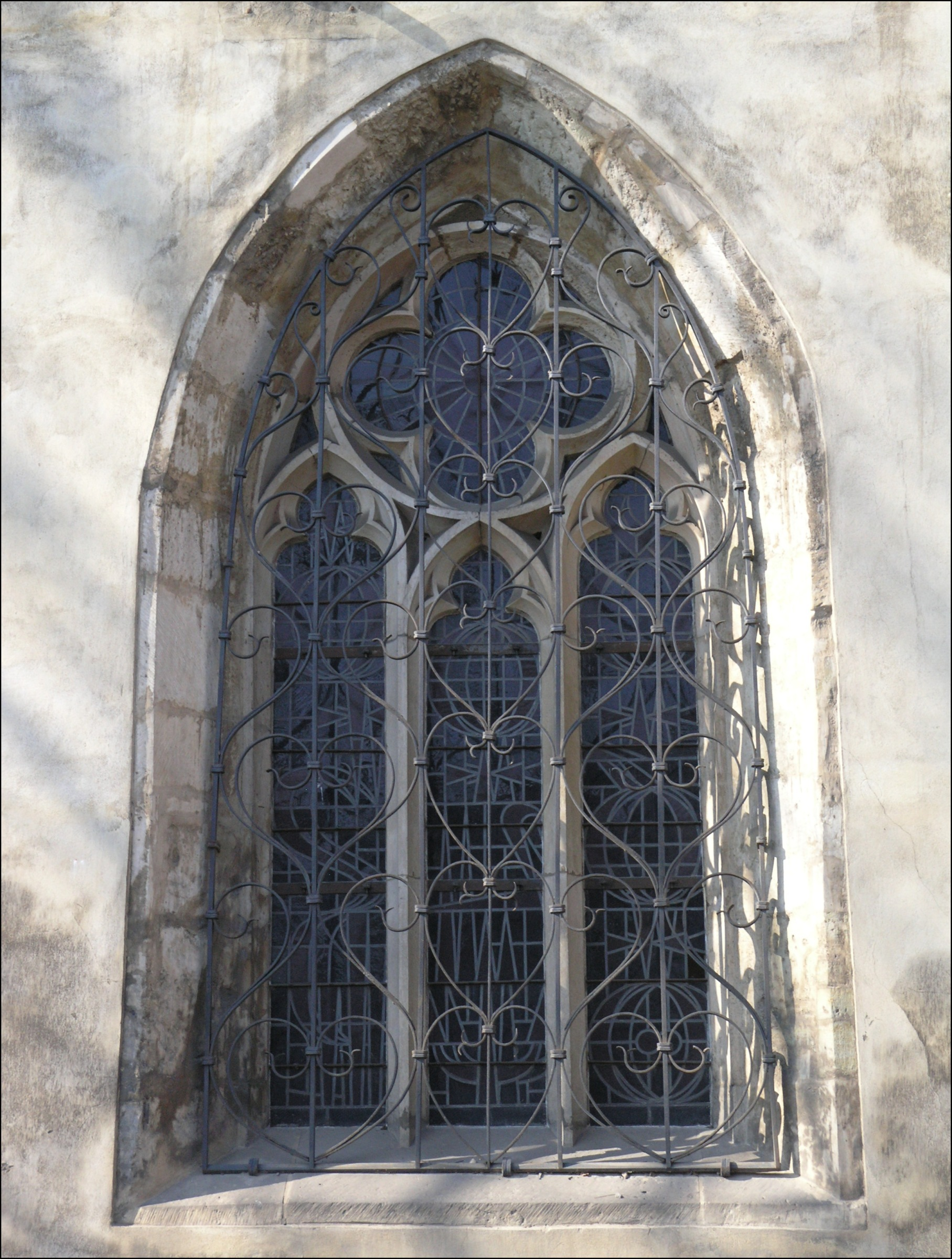
Фрагмент зовнішнього вигляду костелу — вікно
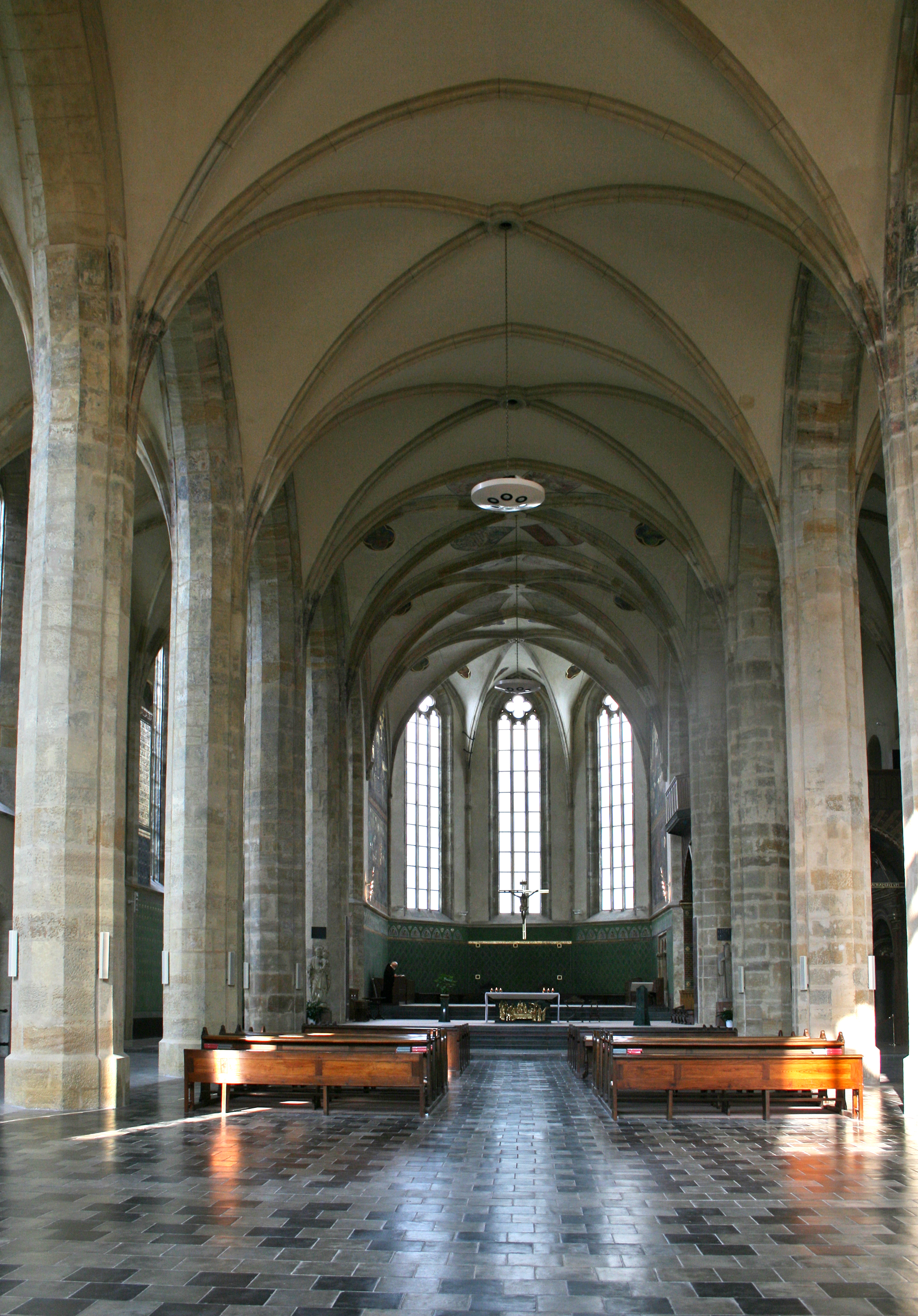
Усередині Костелу Діви Марії на Слов'янах